# Knud Andersen (konstnär)
Knud Andersen, född 2 augusti 1922 i Danmark, död 21 juni 1985 i Mörlunda församling i Kalmar län, var en dansk-svensk skulptör, målare och pedagog.

## Biografi
Andersen studerade vid den danska konstakademien och vid Akademie der Künste i Berlin. Han medverkade i utställningar i London, Paris, Edinburgh, Amsterdam, Stockholm och Köpenhamn. Han utförde offentliga utsmyckningsuppdrag i Jakobsberg, Växjö och Oskarshamn. Vid sidan av sitt eget skapande var han bildlärare vid Jära folkhögskola utanför Malmbäck och i S:t Sigfrids folkhögskola i Växjö.